# بومة رقطاء شمالية
البومة الرقطاء الشمالية (الاسم العلمي: Strix occidentalis caurina) هي طائر جارح ليلي هي من فصيلة البوم الحقيقي. تتواجد في أمريكا الشمالية.